# 日本中国文化交流協会
一般財団法人日本中国文化交流協会（にほんちゅうごくぶんかこうりゅうきょうかい）は、日中友好7団体の一つで民間法人。

## 経緯
- 1956年3月23日に東京で設立された。

## 本部所在地
- 東京都千代田区丸の内3丁目4番1号 新国際ビル936

## 役員
- 会長 黑井千次
- 副会長・理事長 栗原小巻[1]

## 活動
日本と当時まだ国交が無かった中華人民共和国との間での文化交流のための代表団を相互往来させている。また、各種展覧会や学術討議会を相互開催している。